# ジェイソン・コリンズ
ジェイソン・コリンズ（Jason Paul Collins, 1978年12月2日 - ）はアメリカ合衆国の元バスケットボール選手。カリフォルニア州ロサンゼルス市ノースリッジ出身。身長213cm、体重116kg。ポジションはパワーフォワード/センター。

## 経歴
スタンフォード大学から、2001年のNBAドラフトでヒューストン・ロケッツから全体の18番目で指名を受けた。直後に現在でもチームメイトのリチャード・ジェファーソンらと共にニュージャージー・ネッツへトレードされた。
ルーキーシーズン、77試合に出場。1試合平均4.5得点、3.9リバウンドの成績を残し、NBAファイナルに出場した。2年目の02-03シーズンから先発のセンターの役割を与えられ、約6シーズンもの間先発の座を守り通し、ネッツの2年連続NBAファイナル進出に貢献した。ネッツでの7シーズン目にあたる2007-08シーズン中の2月4日、ストロマイル・スウィフトとの交換でメンフィス・グリズリーズにトレードされた。同年6月にはミネソタ・ティンバーウルブズにトレードされた。2008-09シーズン終了後、ウルブズは彼と再契約を結ばず、9月2日にアトランタ・ホークスと契約、シーズン終了後にホークスと再契約を果たした。
2012年7月31日、ボストン・セルティックスに移籍。2013年2月21日、ワシントン・ウィザーズに移籍したが、同年7月にフリーエージェントとなった。
2014年11月19日、引退を表明した。

## その他
- 一卵性双生児の弟、ジャロン・コリンズも元NBAプレーヤーである[2]。ジャロンもディフェンシブなプレーヤーである。

- 2013年4月に北米4大プロスポーツリーグの現役選手としては初めて同性愛者であることをカミングアウトした[3]。
- ボストン セルティックスとワシントン ウィザーズ両チームでは背番号を「98」としたのは1998年にワイオミング州でゲイの学生マシュー・シェパードが惨殺されたヘイトクライム「マシュー・シェパード事件」を記憶するためである。